# Jerzy Twardowski

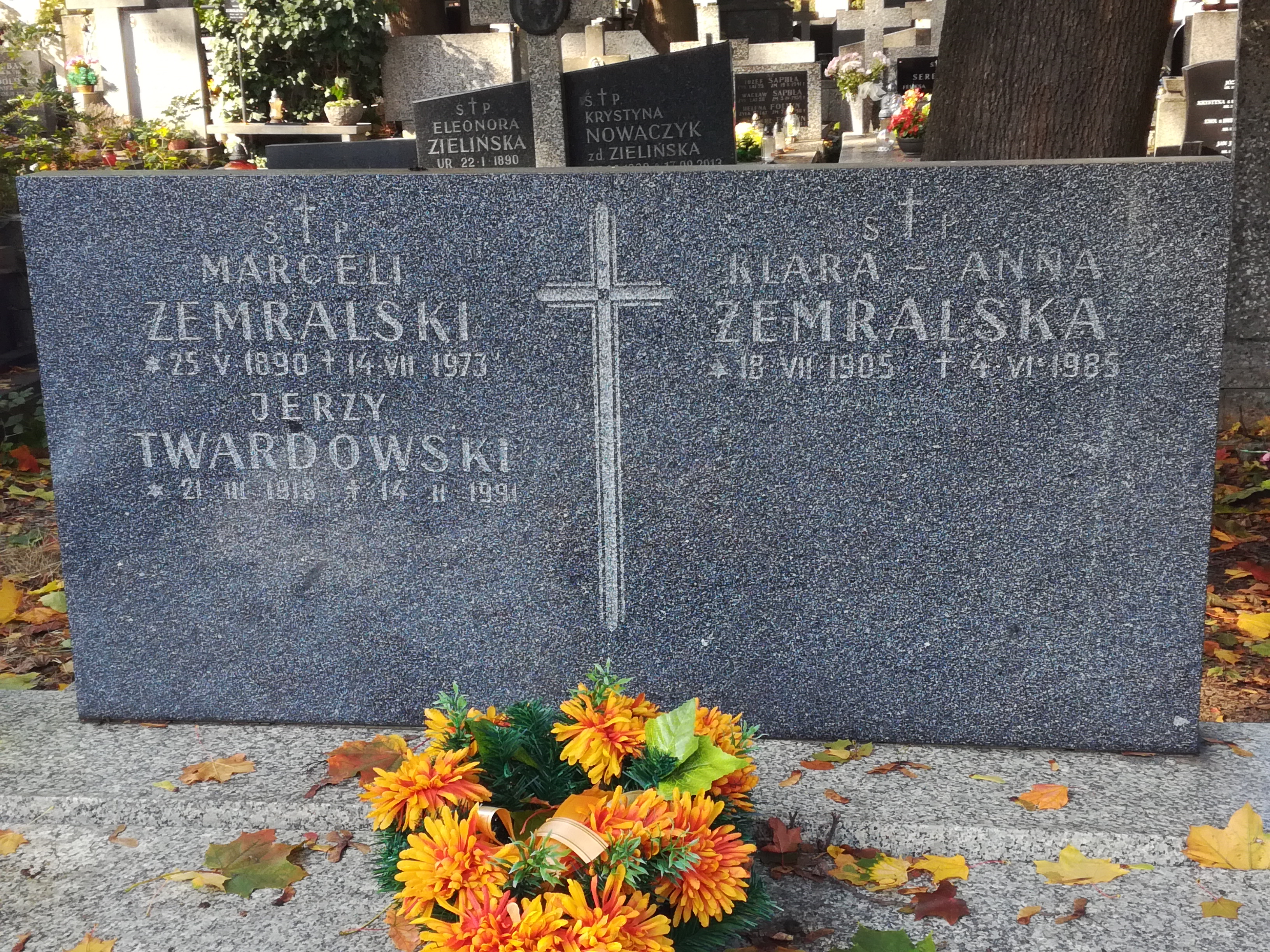
Grób Jerzego Twardowskiego na cmentarzu Bródnowskim

Jerzy Twardowski (ur. 21 marca 1918 w Bochni, zm. 14 lutego 1991 w Warszawie) – polski reżyser filmowy, specjalista w dziedzinie dubbingu.
Ukończył studia na Akademii Filmowej w Pradze, od 1940 do 1945 był aktorem i piosenkarzem w działającym w Krakowie Teatrze Podziemnym. Po 1945 został specjalistą w dziedzinie dubbingu artystycznego. Od 1951 był związany zawodowo z Wytwórnią Filmów Fabularnych w Łodzi, równolegle pracował w warszawskim Studiu Opracowań Filmów. Był autorem polskich wersji językowych wielu filmów fabularnych, telewizyjnych i seriali. Był członkiem Stowarzyszenia Filmowców Polskich. 
Biegle posługiwał się siedmioma językami obcymi, poza pracą reżysera posiadał tytuł przewodnika po Warszawie i był publicystą piszącym do tygodnika „Stolica”. Został pochowany na cmentarzu Bródnowskim (kw. 22F-V-27).